# Aegidienkirche (Hannover)

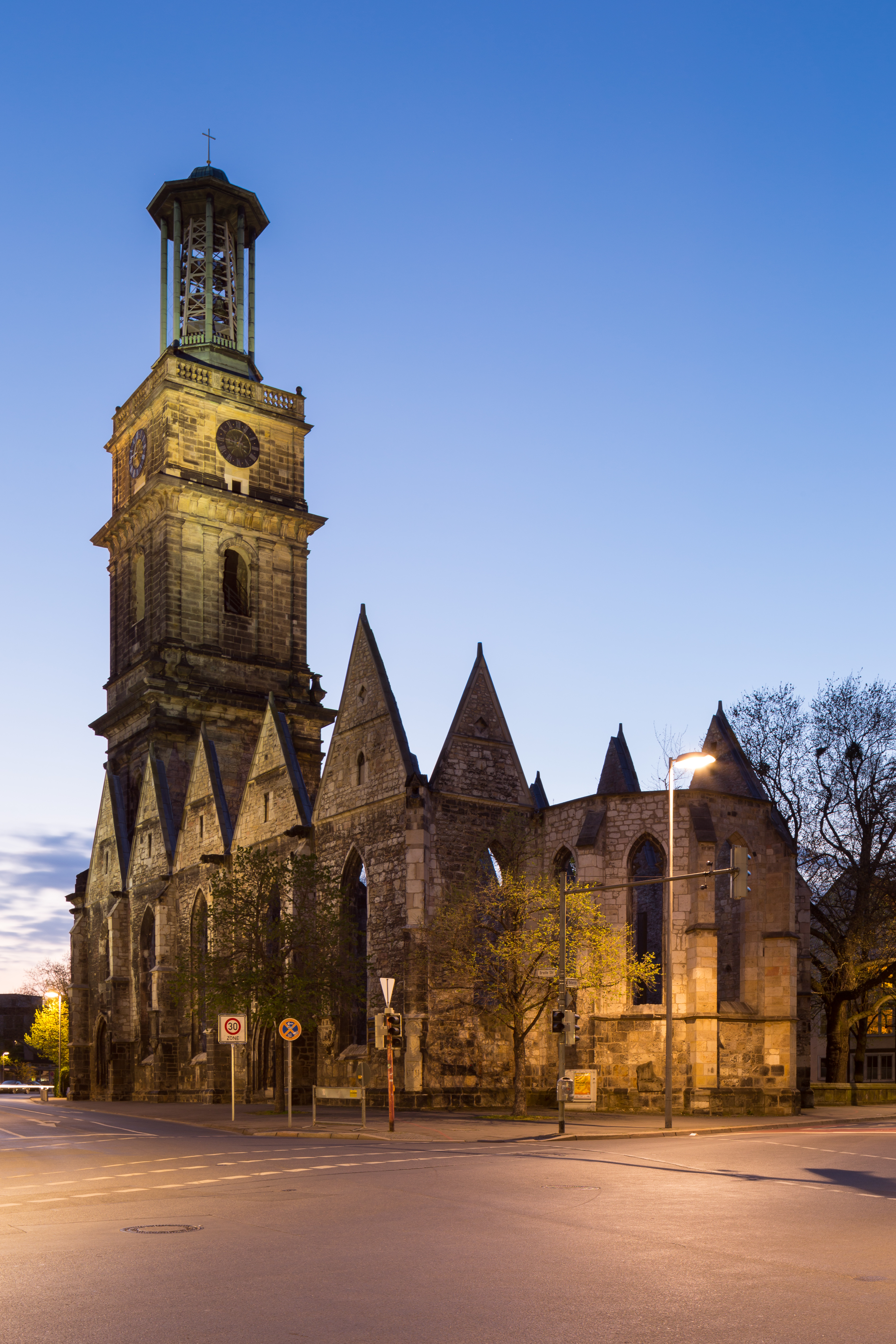
Aegidienkirche (2015)

Die Aegidienkirche ist eine im 14. Jahrhundert entstandene Kirche in Hannover. Die östlichste der drei Altstadtkirchen (die beiden anderen sind Marktkirche und Kreuzkirche) wurde benannt nach dem Heiligen Ägidius, einem der 14 Nothelfer. Sie befindet sich in der Altstadt nahe dem Aegidientorplatz an der Ecke Breite Straße und Osterstraße. 1943 wurde die Kirche bei den Luftangriffen auf Hannover durch Bomben zerstört. Die Kirche wurde nicht wiederaufgebaut, ihre Ruine dient heute als Mahnmal für die Opfer von Kriegen und Gewalt, auch im Rahmen des jährlichen Hiroshima-Tages.

## Geschichte

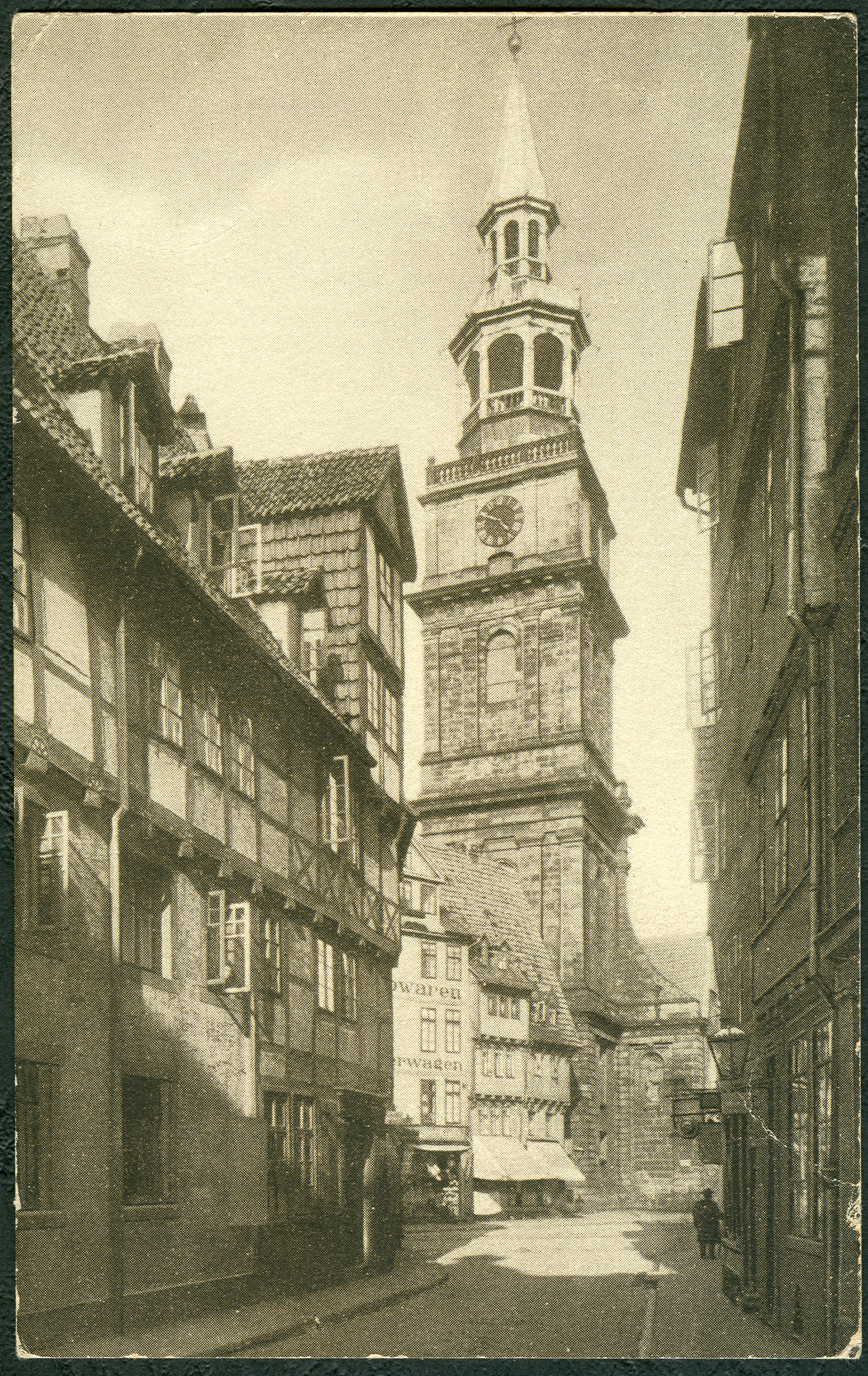
Die Kirche gesehen vom heute nicht mehr vorhandenen Ende der Köbelingerstraße; Ansichtskarte um 1910

Kirche im Jahre 1875

Im 10. Jahrhundert befand sich an der Stelle der Kirche möglicherweise ein Dorf, dessen Existenz in archäologischen Grabungen bisher nicht verifiziert werden konnte. Diese Vermutung speist sich aus einer Hildesheimer Grenzbezeichnung von vor 1007 namens Tigislehe, in der Helmut Plath einen der drei Siedlungskerne der späteren Stadt Hannover gesehen hat. Eine an der Stelle der späteren Kirche befindliche Kapelle wurde 1163 durch eine dreischiffige romanische Kirche ersetzt. 1347 erbaute man mit Sandstein aus dem nahen Deister die heute noch vorhandene, dreischiffige gotische Hallenkirche mit Chor und Langhaus. Der Turm erhielt 1703–1711 eine von Sudfeld Vick gestaltete Barockfassade. 1826/28 wurde die Kirche von Georg Ludwig Friedrich Laves im Innern umgebaut, wobei er gusseiserne Säulen einsetzte. Auch der Architekt Conrad Wilhelm Hase baute 1886 weiter das Innere der Kirche um.
Heute befindet sich im Kirchenraum die Muschelkalkplastik Demut (1959) von Kurt Lehmann. Über den Kirchenboden zieht sich das Zickzack der Schattenlinie (1993) von Dorothee von Windheim; sie zeigt den Schatten der spitzen, von Efeu und Wein überrankten Jochgiebel an, wie er sich zu einer bestimmten Stunde auf dem Boden abzeichnet. Im Turm findet sich ein Grundriss des Bauwerks.
An den Außenwänden sind zahlreiche Barock-Grabdenkmäler aus dem 17. und 18. Jahrhundert (mit den obligatorischen Engeln, Sanduhren und Totenköpfen) zu bewundern. Sehr schön an der Südseite das Wandmal für das 1648 verstorbene Kind Susanna Magdalena Oldekop, auf dem neben dem Mädchen der Engel sichtbar wird. Bemerkenswert ist vor allem der sogenannte Siebenmännerstein an einem Tragepfeiler der südöstlichen Außenwand, eine Reliefplatte mit sieben betenden Männern, die sich – der Legende nach – auf Hannovers Spartaner bezieht, die sich 1490 bei einem Überfall des Welfenherzogs Heinrich im Döhrener Turm für die Rettung der Stadt geopfert haben sollen. Der heutige Stein ist eine Kopie, das Original befindet sich im Historischen Museum Hannover.

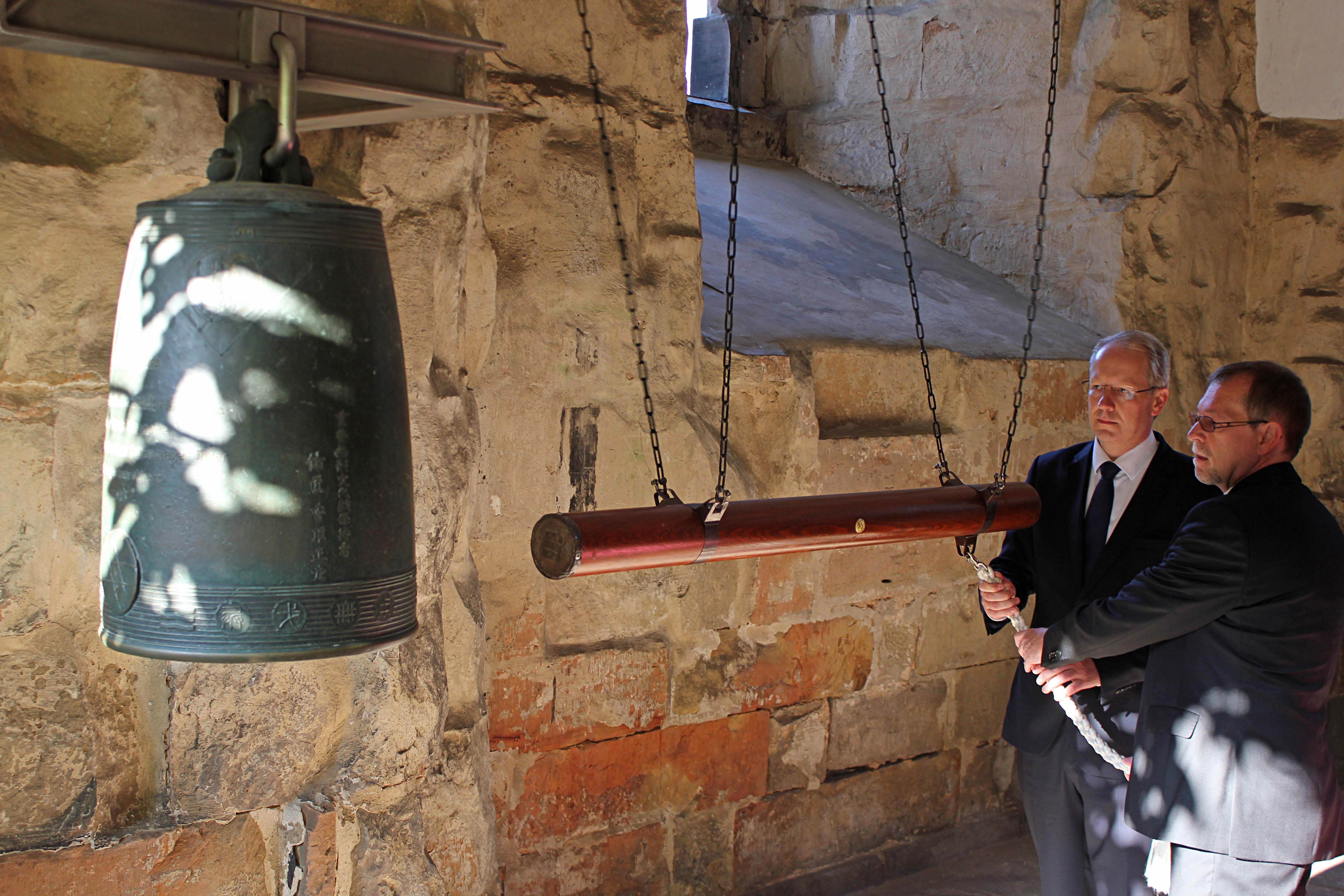
Anschlagen der Friedensglocke am Hiroshima-Tag am 6. August 2014 durch Oberbürgermeister Stefan Schostok und Superintendent Thomas Höflich

1958 wurde der Turmstumpf mit einem Aufsatz mit Glockenspiel versehen, das regelmäßig ertönt. Im Turmeingang hängt ein Geschenk der japanischen Partnerstadt Hannovers, die 1985 von Hiroshima gestiftete Friedensglocke. Sie wird am 6. August jeden Jahres beim Gedenkgottesdienst für die Opfer des Atombombenabwurfs auf Hiroshima angeschlagen.
Die Aegidienkirche gehört heute zur Marktkirchengemeinde, zu der sich 1982 die zuvor selbständigen vier hannoverschen Altstadtgemeinden – Marktkirchengemeinde, Aegidienkirchengemeinde, Kreuzkirchengemeinde und Schlosskirchengemeinde (bis 1943 im Leineschloss) – zusammengeschlossen haben.

## Persönlichkeiten
- David Erythropel (1604–1661), war ab 1643 bis zu seinem Lebensende Pastor an der Aegidienkirche.[3]
- Georg Erythropel (1607–1669); der Autor war 1639 bis 1658 Pastor der Kirche[4]
- Johann Wilhelm Petersen (1649–1727) war 1677/78 Pastor der Aegidienkirche.
- Franz Hemmen (1670–1731) war ab 1708 Pastor der Gemeinde, wurde am 17. November 1730 aber „wegen ärgerlichen Lebenswandels entlassen“.[5]
- August Müller (1799–1872), 1832–1872 Pastor der Aegidienkirche, seit 1837 als erster Prediger.
- Ludwig Flügge (1808–1883), Gründer des Gustav-Adolf-Vereins in Hannover, 1838–1883 Pastor an der Aegidienkirche, Senior des Geistlichen Stadtministeriums
- Wilhelm Blumenberg (1863–1949), Vater des sozialdemokratischen Widerstandskämpfers Werner Blumenberg (1900–1965) war von 1904 bis 1936 Pastor der Aegidienkirche und seit 1924 Senior des Geistlichen Stadtministeriums. Nach Wilhelm Blumenberg ist der Senior-Blumenberg-Gang neben der Aegidienkirche benannt, der Oster- und Marktstraße verbindet.
- Heinrich H. Leonhardt, Autor und 1947 Kirchenvorstand der St. Aegidienkirche[6]

## Bildergalerie

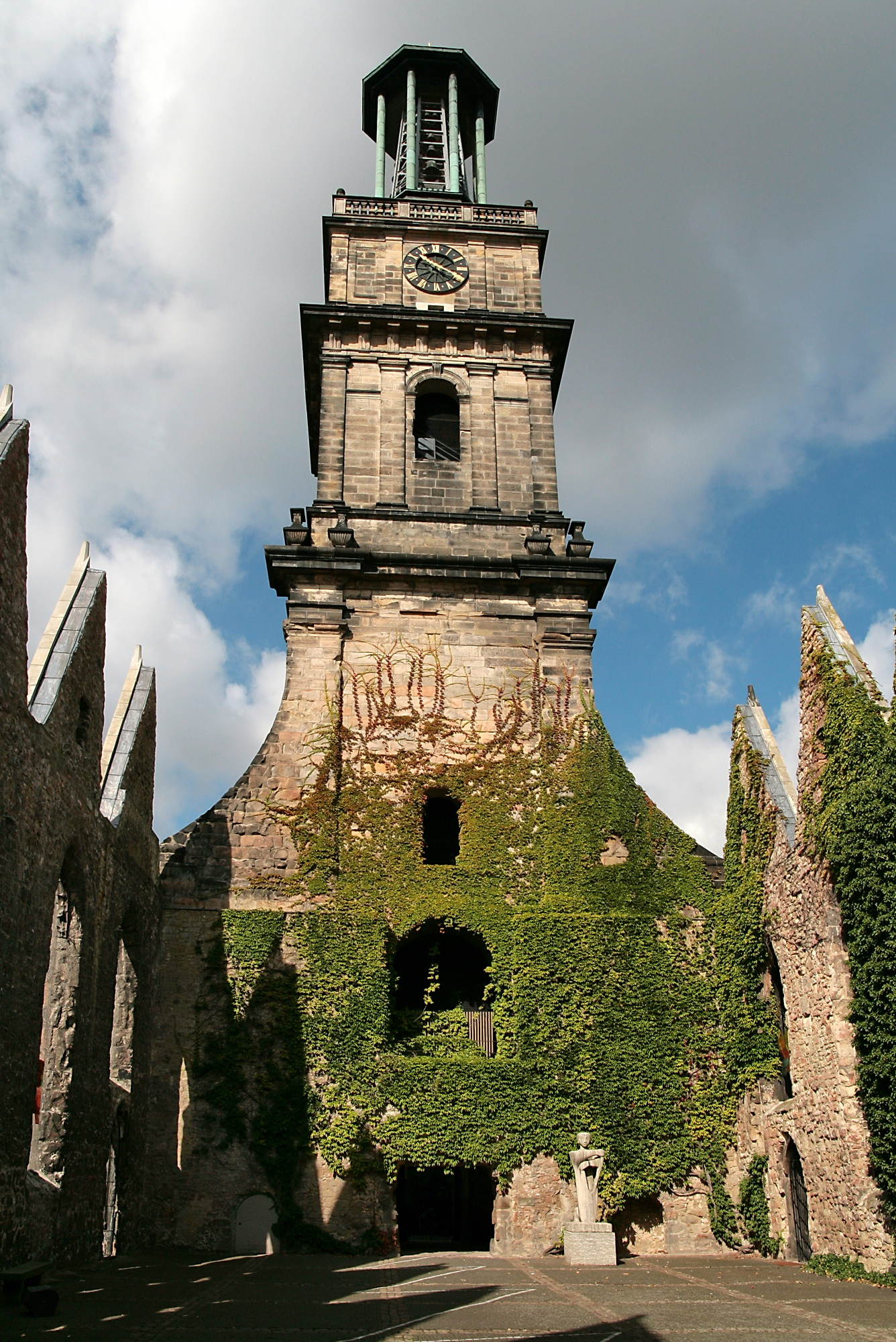
Ansicht des Innenraums
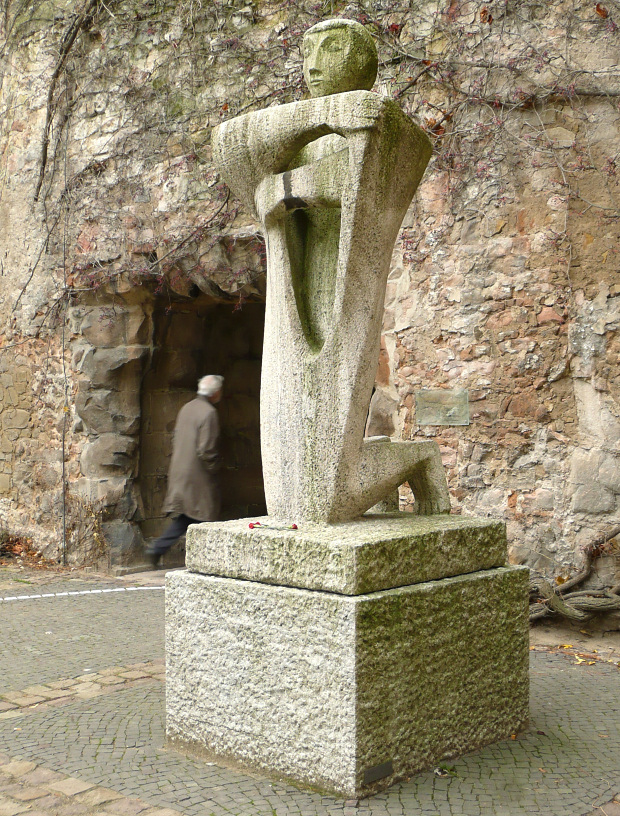
Demut (1958) von Kurt Lehmann
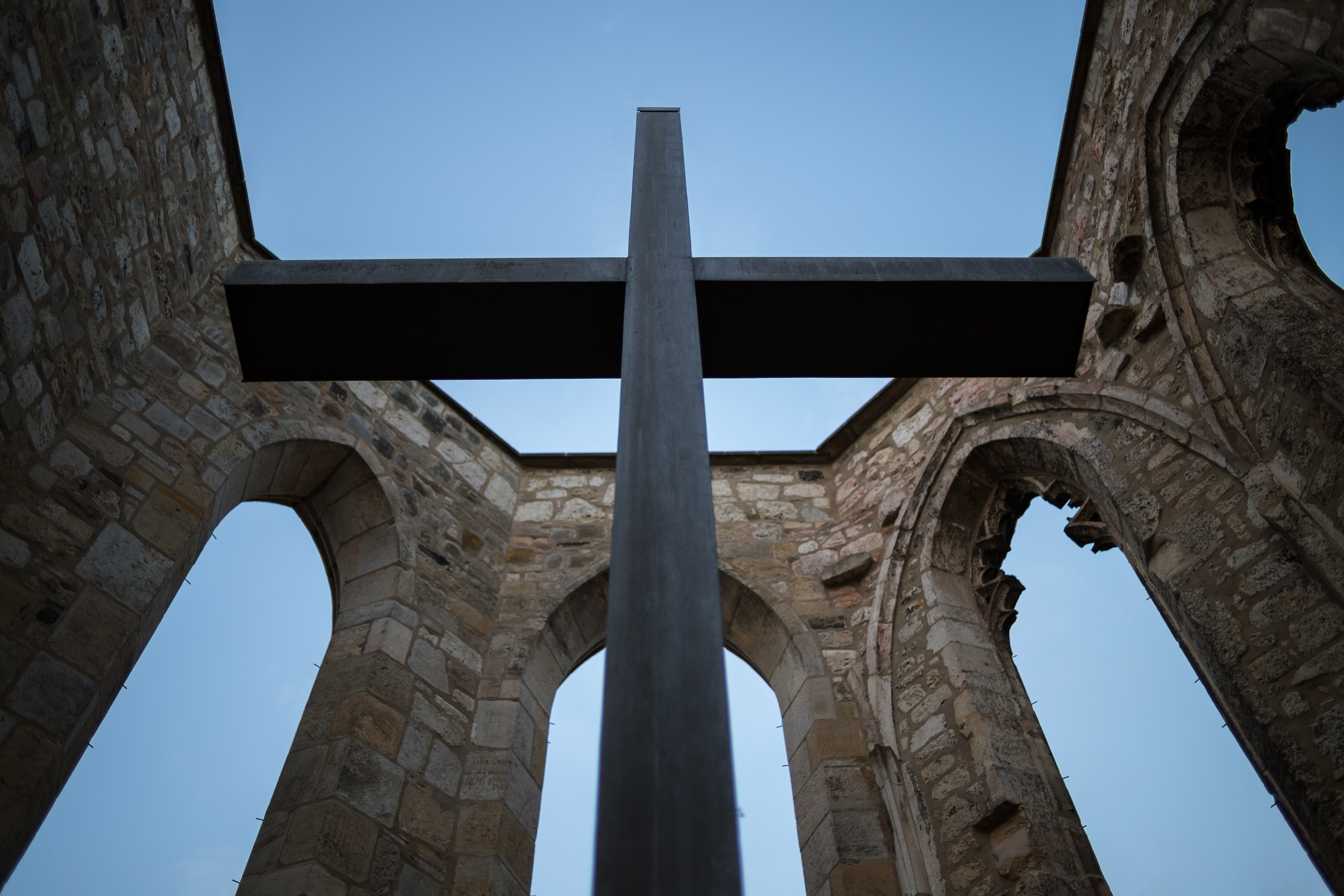
Apsiskreuz
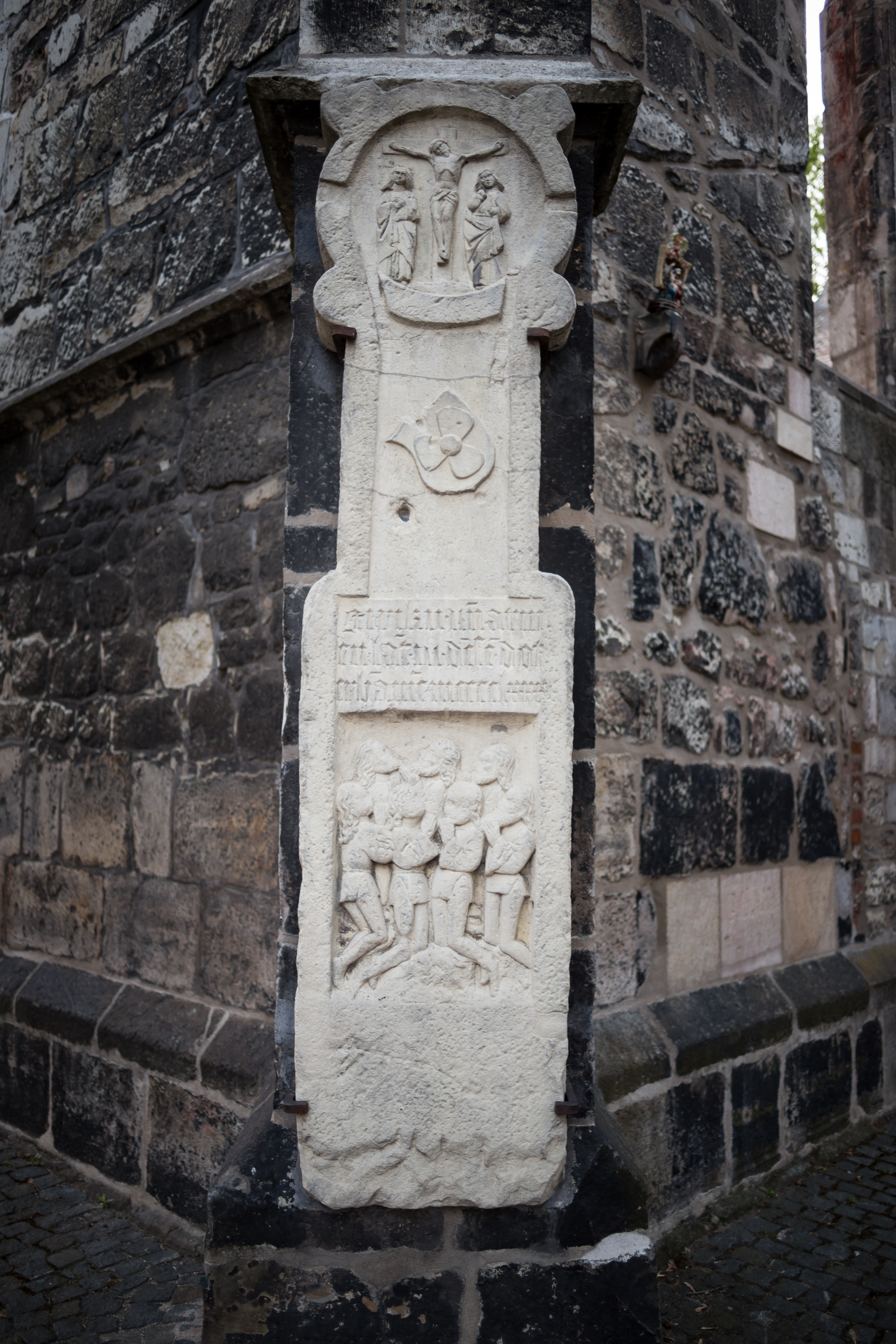
Siebenmännerstein
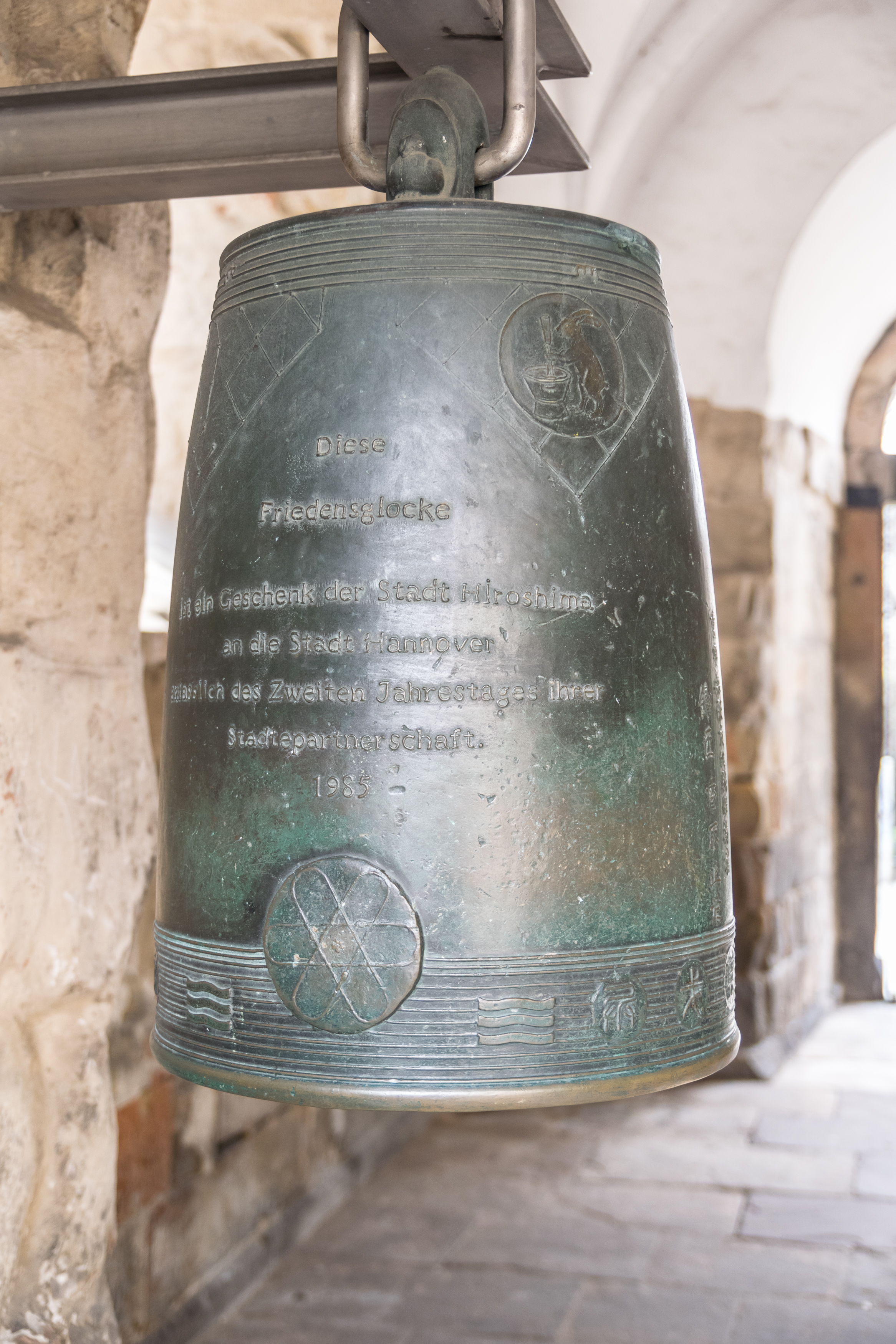
Deutsche Inschrift der Friedensglocke
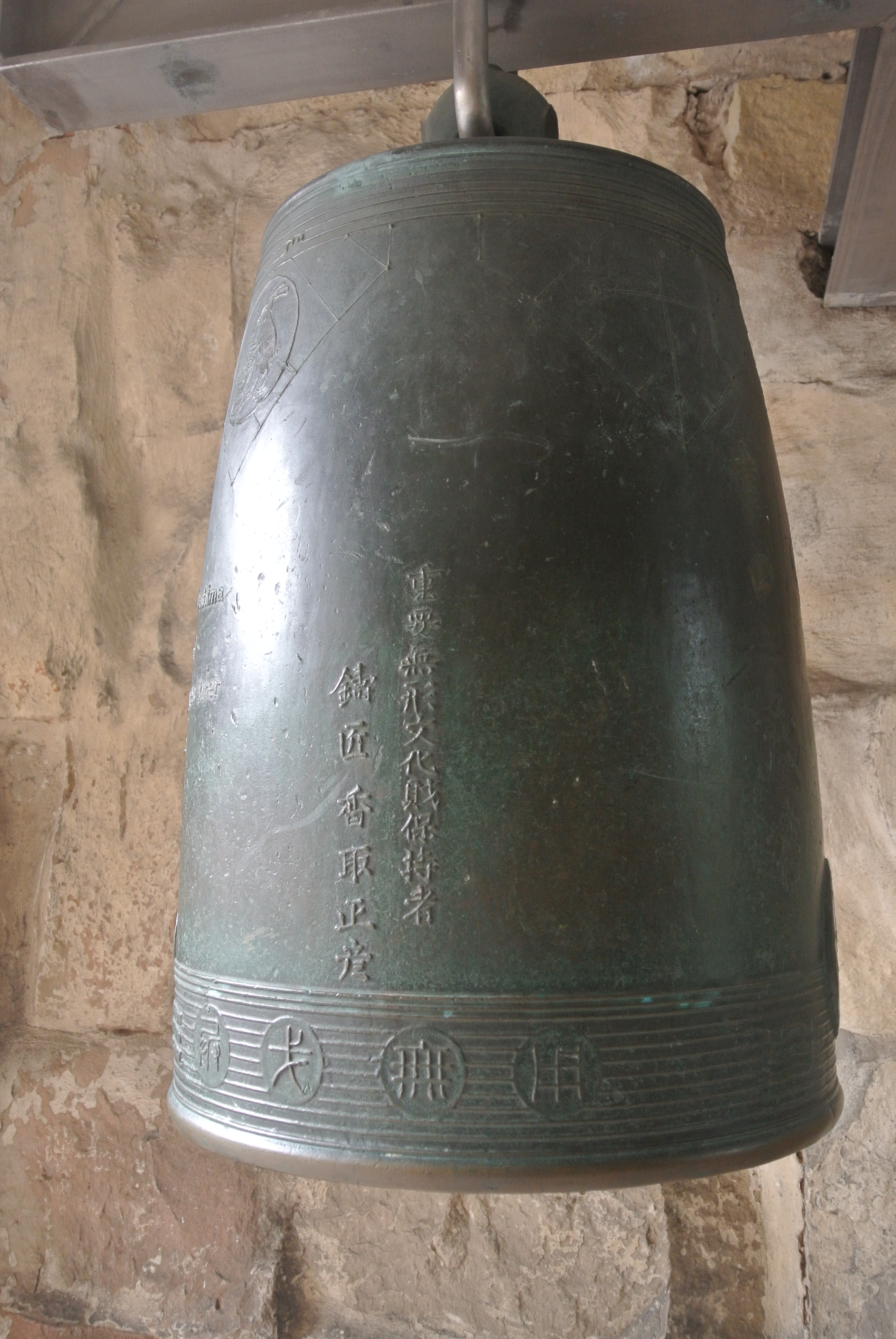
Teil der Japanischen Inschrift der Friedensglocke

## Sonstiges
Am Kirchturm befindet sich eine Höhenmarke des Ur-Nivellements (1868–1918) der Königlich Preußischen Landesaufnahme mit der damaligen Höhe von 56.817 m über Normal-Null.

## Lithografie
- Rudolf Wiegmann: Sechs Ansichten von Hannover im Album von Hannover, gez. u. lith. von R. Wiegmann, Roy. Fol., Schradersche Hof-Kunsthandlung, Hannover 1836 (Leipzig, Rud. Weigel). (Universitäts- und Landesbibliothek Sachsen-Anhalt in Halle, Signatur AB 170055.) Der Umschlag für die Einzelblätter zeigt eine Lithographie des Portals der Aegidienkirche. Das Album enthält unter anderen Bildmotiven das folgende Einzelblatt von der Aegidienkirche:
- Datei:Aegidienkirche und Alte Kanzlei, Osterstraße, Album Hannover 1835.jpg